# Apocoptoma chabrillacii
Apocoptoma chabrillacii là một loài bọ cánh cứng trong họ Cerambycidae.